# Johannes Skylitzes

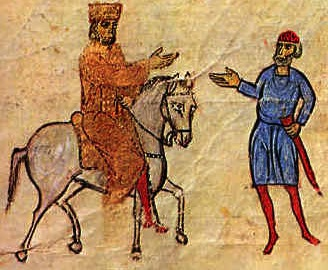
Basileios I. im Skylitzes Matritensis

Johannes Skylitzes (mittelgriechisch Ιωάννης Σκυλίτζης) war ein byzantinischer Geschichtsschreiber, der in der 2. Hälfte des 11. Jahrhunderts bzw. Anfang des 12. Jahrhunderts lebte.

## Leben und Werk
Über Johannes selbst ist nur wenig bekannt. Es ist aber belegt, dass er den Titel drungarios tes biglas trug (1090/92) und damit ein hohes Richteramt bekleidete.
Johannes verfasste Ende des 11. Jahrhunderts eine Kaisergeschichte mit dem Titel Synopsis Historion (mittelgriechisch Σύνοψις Ιστοριών), welche die Zeit von 811 bis 1057 abdeckt und an die Chronik des von ihm bewunderten Theophanes anschließt. Johannes übte im Proömium seines Werkes scharfe Kritik an der zeitgenössischen Geschichtsschreibung, beispielsweise an Michael Psellos sowie an Autoren mehrerer anderer Werke. Neben Genesios und Leon Diakonos werden auch nur schattenhaft bekannte Verfasser genannt, so Manuel von Byzanz, Nikephoros Diakonos, Theodoros von Side, Theodoros Daphnopates und Theodoros von Sebasteia (der eine Biographie über Basileios II. verfasst hat). Den Geschichtsschreibern nach Theophanes warf Johannes jedenfalls unter anderem Ungenauigkeit vor. Ihm selbst lag offenbar viel an einer klaren und einfachen Darlegung. Stilistisch orientierte sich Johannes wohl zumeist an seinen Vorlagen, die aber nur teilweise bekannt sind. So benutzte er wahrscheinlich mehrere Werke der von ihm zuvor kritisierten Autoren (etwa Genesios, Leon Diakonos und Theodoros von Sebasteia), wenngleich er ihre Darstellung teils seinen Ansichten entsprechend „korrigierte“ und etwa überschwängliche Lobpreisungen kritisch betrachtete.
Das Werk des Johannes Skylitzes stellt eine wichtige Quelle für den behandelten Zeitraum dar und wurde offenbar auch von späteren Geschichtsschreibern, wie etwa von Georgios Kedrenos (der ihn praktisch nur ausschrieb), häufig herangezogen.
Eventuell ist Johannes auch der Autor eines Werks, das sein Geschichtswerk bis 1079 fortsetzte und als Skylitzes Continuatus bezeichnet wird, doch ist dies umstritten.

## Ausgaben und Übersetzungen
- Digitalisat der Synopsis Historiarum, Madrid
- Hans Thurn (Hrsg.): Ioannis Scylitzae Synopsis historiarum (= Corpus Fontium Historiae Byzantinae. Bd. 5). de Gruyter, Berlin u. a. 1973, ISBN 3-11-002285-0 (Textausgabe).
- Hans Thurn: Byzanz – wieder ein Weltreich. Das Zeitalter der makedonischen Dynastie. Band 1: Ende des Bilderstreites und makedonische Renaissance (= Byzantinische Geschichtsschreiber. Bd. 15). Nach dem Geschichtswerk des Johannes Skylitzes übersetzt, eingeleitet und erklärt. Verlag Styria, Graz u. a. 1983, ISBN 3-222-10293-7 (deutsche Teilübersetzung bis 959).
- John Skylitzes: A Synopsis of Byzantine History, 811–1057. Introduction, Text and Notes translated by John Wortley. Cambridge University Press, Cambridge 2010, ISBN 978-0-521-76705-7 (englische Übersetzung).